# ایباراکی، ایباراکی
ایباراکی، ایباراکی (به لاتین: Ibaraki, Ibaraki) یک منطقهٔ مسکونی در ژاپن است که در استان ایباراکی واقع شده‌است. ایباراکی ۱۲۱٫۵۸ کیلومترمربع مساحت و ۳۲٬۹۲۴ نفر جمعیت دارد.